# Römischer Weihestein (Mariä Himmelfahrt in Chieming)

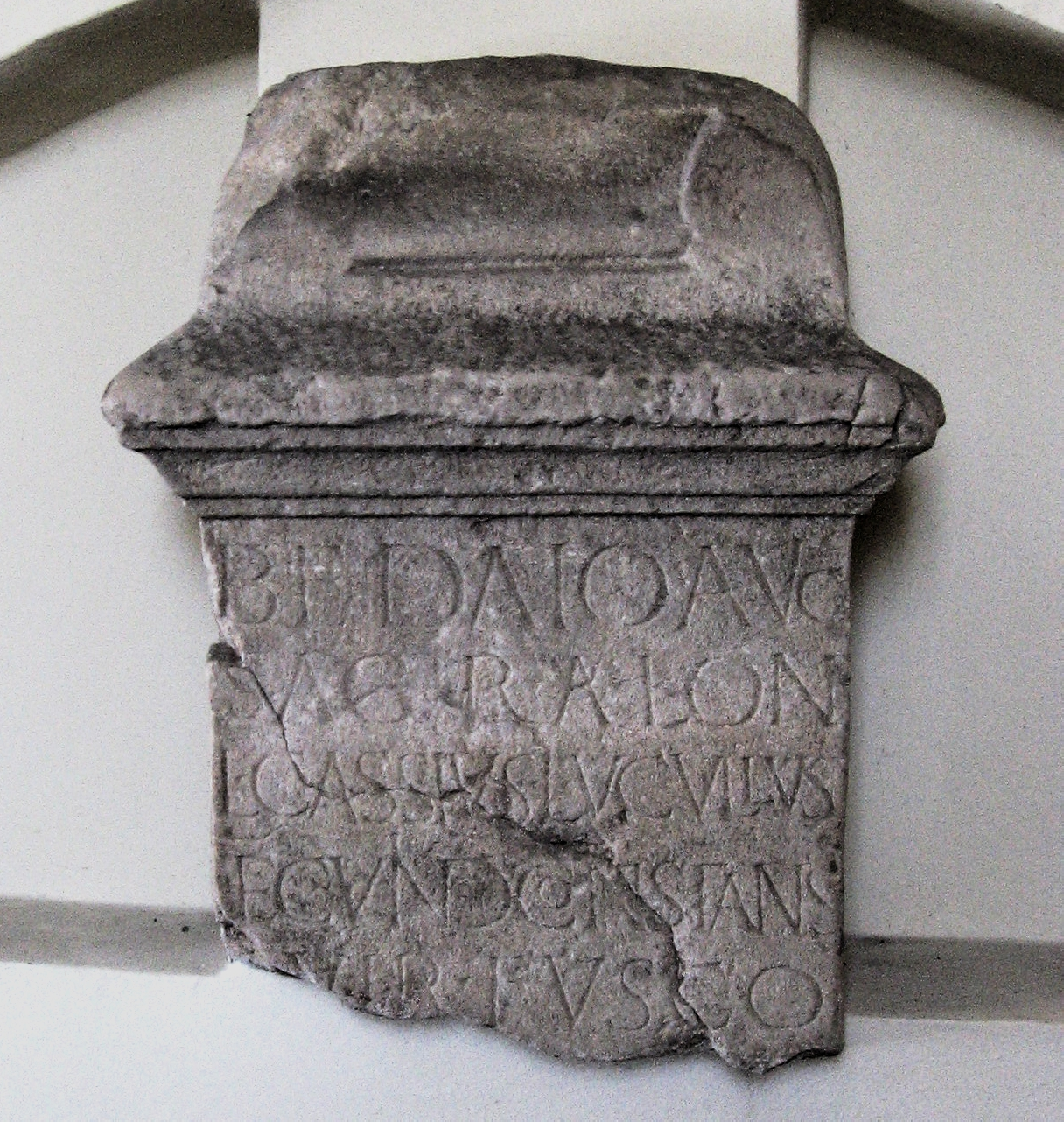
Römischer Weihestein in Chieming

Der Römische Weihestein in Chieming, einer Gemeinde im oberbayerischen Landkreis Traunstein, wurde in der 1882/83 erbauten Pfarrkirche Mariä Himmelfahrt hinter der Emporentreppe eingemauert. Der ursprüngliche Fundort im Jahr 1882 war die abgerissene Pfarrkirche St. Peter. 
Die Inschrift auf dem Kalkstein lautet: „Bedaio Aug(usto) / sacr(um) Alo(u)n(arum) / L(ucius) Cassius Lucullus / et C(aius) Vind(ius) Constans / [I]Ivir(i) Fusco / [II et Dextro co(n)s(ulibus)]“ (Zu Ehren des erhabenen Bedaius weihen die zwei Bürgermeister von Iuvavum Lucius Cassius Lucullus und Caius Vindius Constans ein Heiligtum der Alaunen).